# ITF Cagnes-sur-Mer
Das ITF Cagnes-sur-Mer (offiziell: Open de Cagnes-sur-Mer Alpes-Maritime, vormals Open GDF Suez de Cagnes-sur-Mer Alpes-Maritimes) ist ein Tennisturnier des ITF Women’s Circuit, das in Cagnes-sur-Mer, Frankreich ausgetragen wird.

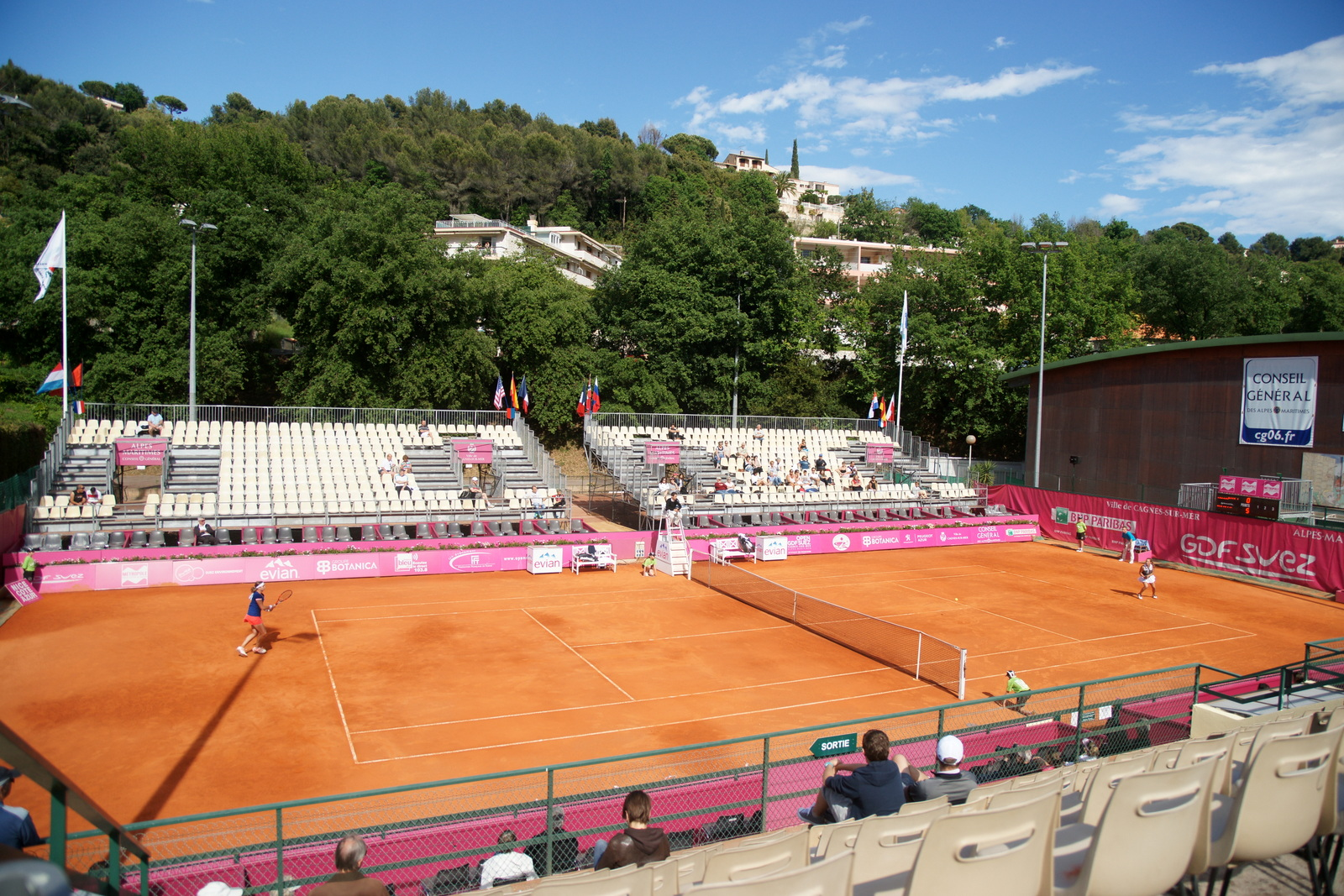
Center Court in Cagnes 2014

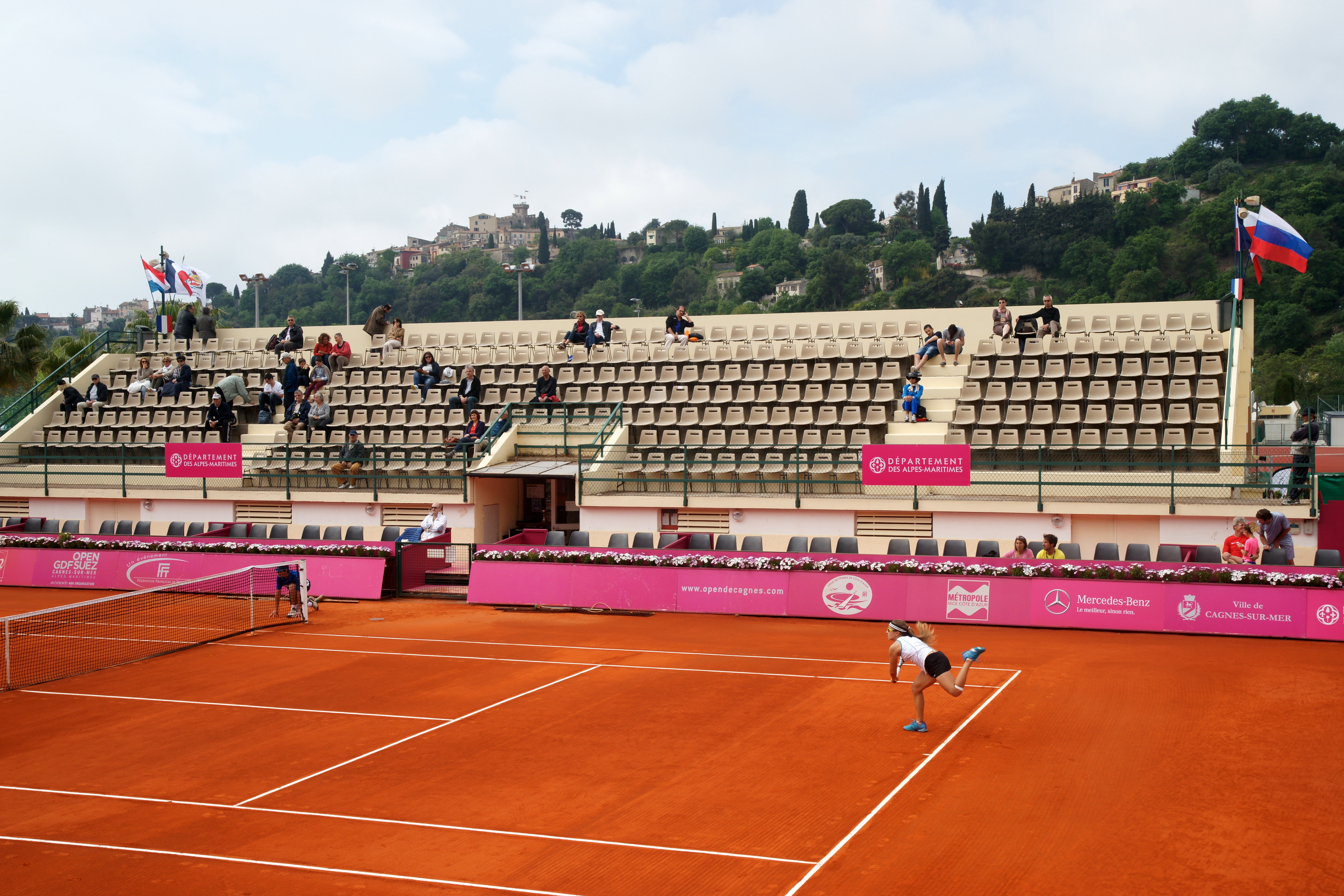
Center Court in Cagnes 2015

## Siegerliste

### Einzel
| Jahr                      | Siegerin              | Finalgegnerin            | Ergebnis       |
| ------------------------- | --------------------- | ------------------------ | -------------- |
| ↓ Kategorie: $10.000 ↓    |                       |                          |                |
| 1998                      | Nancy Feber           | Carine Bornu             | 6:0, 6:1       |
| ↓ Kategorie: $25.000 ↓    |                       |                          |                |
| 1999                      | Lucy Ahl              | Virginie Razzano         | 4:6, 7:5, 6:2  |
| 2000                      | Iroda Toʻlaganova     | Giulia Casoni            | 6:2, 6:3       |
| 2001                      | Jana Hlaváčková       | Sabine Klaschka          | 7:5, 6:4       |
| ↓ Kategorie: $50.000 ↓    |                       |                          |                |
| 2002                      | Émilie Loit           | Alena Vašková            | 7:5, 3:6, 6:4  |
| ↓ Kategorie: $75.000 ↓    |                       |                          |                |
| 2003                      | Stéphanie Cohen-Aloro | Julija Bejhelsymer       | 6:4, 6:3       |
| 2004                      | Séverine Brémond      | Anna-Lena Grönefeld      | 6:4, 6:4       |
| 2005                      | Laura Pous Tió        | Jekaterina Bytschkowa    | 7:64, 6:4      |
| 2006                      | Martina Müller        | Nastassja Jakimawa       | 7:66, 2:6, 6:0 |
| ↓ Kategorie: $100.000 ↓   |                       |                          |                |
| 2007                      | Timea Bacsinszky      | Tatjana Malek            | 6:4, 6:1       |
| 2008                      | Wiktorija Kutusowa    | Maret Ani                | 6:1, 7:5       |
| ↓ Kategorie: $100.000+H ↓ |                       |                          |                |
| 2009                      | Maria Elena Camerin   | Zuzana Ondrášková        | 6:1, 6:2       |
| 2010                      | Kaia Kanepi           | Maša Zec Peškirič        | 6:3, 6:2       |
| 2011                      | Sorana Cîrstea        | Pauline Parmentier       | 6:75, 6:2, 6:2 |
| 2012                      | Julija Putinzewa      | Patricia Mayr-Achleitner | 6:2, 6:1       |
| ↓ Kategorie: $100.000 ↓   |                       |                          |                |
| 2013                      | Caroline Garcia       | Maryna Zanevska          | 6:0, 4:6, 6:3  |
| 2014                      | Sharon Fichman        | Timea Bacsinszky         | 6:2, 6:2       |
| 2015                      | Carina Witthöft       | Tatjana Maria            | 7:5, 6:1       |
| 2016                      | Magda Linette         | Carina Witthöft          | 6:3, 7:5       |
| 2017                      | Beatriz Haddad Maia   | Jil Teichmann            | 6:3, 6:3       |
| 2018                      | Rebecca Peterson      | Dajana Jastremska        | 6:4, 7:5       |
| ↓ Kategorie: $80.000 ↓    |                       |                          |                |
| 2019                      | Christina McHale      | Stefanie Vögele          | 7:64, 6:2      |
| 2020                      | Sara Sorribes Tormo   | Irina Maria Bara         | 6:3, 6:4       |

### Doppel
| Jahr                      | Siegerinnen                              | Finalgegnerinnen                                 | Ergebnis          |
| ------------------------- | ---------------------------------------- | ------------------------------------------------ | ----------------- |
| ↓ Kategorie: $10.000 ↓    |                                          |                                                  |                   |
| 1998                      | Helen Crook Victoria Davies              | Yvette Basting Magdalena Zděnovcová              | 6:3, 6:3          |
| ↓ Kategorie: $25.000 ↓    |                                          |                                                  |                   |
| 1999                      | Karen Cross Amanda Grahame               | Louise Pleming Catherine Tanvier                 | 6:4, 3:6, 7:6     |
| 2000                      | Angelika Bachmann Giulia Casoni          | Iroda Toʻlaganova Hanna Saporoschanowa           | 7:5, 6:1          |
| 2001                      | Carine Bornu Caroline Dhenin             | Sophie Georges Capucine Rousseau                 | 6:4, 6:3          |
| ↓ Kategorie: $50.000 ↓    |                                          |                                                  |                   |
| 2002                      | Stéphanie Cohen-Aloro Dally Randriantefy | Iveta Benešová Caroline Dhenin                   | 6:2, 6:4          |
| ↓ Kategorie: $75.000 ↓    |                                          |                                                  |                   |
| 2003                      | Wera Duschewina Galina Woskobojewa       | Julija Bejhelsymer Hanna Saporoschanowa          | 6:3, 6:4          |
| 2004                      | Lubomira Bacheva Eva Birnerová           | Ruxandra Dragomir Ilie Antonia Matic             | 4:6, 7:64, 6:3    |
| 2005                      | Julija Bejhelsymer Sandra Klösel         | Caroline Dhenin Andreea Vanc                     | 6:3, 3:6, 6:1     |
| 2006                      | Sophie Lefevre Aurélie Védy              | Daniela Klemenschits Sandra Klemenschits         | 2:6, 6:3, 7:61    |
| ↓ Kategorie: $100.000 ↓   |                                          |                                                  |                   |
| 2007                      | Timea Bacsinszky Aurélie Védy            | Katarína Kachlíková Anastassija Pawljutschenkowa | 7:5, 7:5          |
| 2008                      | Monica Niculescu Renata Voráčová         | Julie Coin Marie-Ève Pelletier                   | 6:72, 6:1, [10:5] |
| ↓ Kategorie: $100.000+H ↓ |                                          |                                                  |                   |
| 2009                      | Julie Coin Marie-Ève Pelletier           | Erica Krauth Anna Tatischwili                    | 6:4, 6:3          |
| 2010                      | Mervana Jugić-Salkić Darija Jurak        | Stéphanie Cohen-Aloro Kristina Mladenovic        | 0:6, 6:2, [10:5]  |
| 2011                      | Anna-Lena Grönefeld Petra Martić         | Darija Jurak Renata Voráčová                     | 1:6, 6:2, [11:9]  |
| 2012                      | Alexandra Panowa Urszula Radwańska       | Katalin Marosi Renata Voráčová                   | 7:5, 4:6, [10:6]  |
| ↓ Kategorie: $100.000 ↓   |                                          |                                                  |                   |
| 2013                      | Vania King Arantxa Rus                   | Catalina Castaño Teliana Pereira                 | 4:6, 7:5, [10:8]  |
| 2014                      | Kiki Bertens Johanna Larsson             | Tatiana Búa Daniela Seguel                       | 7:64, 6:4         |
| 2015                      | Johanna Konta Laura Thorpe               | Jocelyn Rae Anna Smith                           | 1:6, 6:4, [10:5]  |
| 2016                      | Andreea Mitu Demi Schuurs                | Xenia Knoll Aleksandra Krunić                    | 6:4, 7:5          |
| 2017                      | Chang Kai-chen Hsieh Su-wei              | Ioana Raluca Olaru Renata Voráčová               | 7:5, 6:1          |
| 2018                      | Kaitlyn Christian Sabrina Santamaria     | Wera Lapko Galina Woskobojewa                    | 2:6, 7:5, [10:7]  |
| ↓ Kategorie: $80.000 ↓    |                                          |                                                  |                   |
| 2019                      | Anna Blinkowa Xenia Knoll                | Beatriz Haddad Maia Luisa Stefani                | 4:6, 6:2, [14:12] |
| 2020                      | Samantha Murray Sharan Julia Wachaczyk   | Paula Kania Katarzyna Piter                      | 7:5, 6:2          |

## Quelle
- ITF Homepage